# Helmut Hasse
Helmut Hasse (Kassel, 1898. augusztus 25. – Ahrensburg (Hamburg közelében), 1979. december 26.) német matematikus.  Elsősorban  algebrai számelmélettel foglalkozott, illetve ezen belül a p-adikus számok alkalmazásaival.

## Élete
Kasselben született, Hasse 15 éves volt, amikor a család Berlinbe költözött.
Az első világháborúban a tengerészetnél szolgált, ezután a Göttingeni Egyetemen tanult, ahol különösen Erich Hecke volt rá nagy hatással, majd 1920-tól Marburgban folytatta tanulmányait Kurt Henselnél. Hensel munkája a p-adikus számok kutatásában nagy hatással volt Hasse későbbi kutatásaira is. 1921-ben írt disszertációja is a p-adikus számokkal foglalkozott, az ebben megfogalmazott eredmény ma Hasse–Minkowski tétel néven ismert. Ezután 1922-től Kielben, majd 1925-től Halléban dolgozott. 1930-ban Hensel nyugdíjba vonult és Hasse vette át a helyét Marburgban. 1934-től a nácik elől az Egyesült Államokba emigrált Hermann Weyl helyét vette át Göttingenben, mert ő politikailag elfogadható volt a nácik számára is.
Hasse viszonya a nácizmussal és a zsidóüldözéssel helyenként ellentmondásos, hiszen egyrészről Hensellel közeli barátságban állt egészen annak 1941-ben bekövetkezett haláláig, másrészről pedig 1937-ben be akart lépni a Nemzetiszocialista Német Munkáspártba (de jelentkezését nem fogadták el, mert felmenői között zsidó származású személy is volt), és sok tekintetben nyíltan támogatta Hitler politikáját. 1939-től 1945-ig újra a tengerészetnél szolgált, majd a második világháború után visszatért Göttingenbe, de a brit megszálló erők nem engedélyezték, hogy visszakapja a háború előtt betöltött pozícióját, és azt sem engedélyezték neki, hogy tanítson. 1946-ban Berlinbe költözött, itt kezdett újra tanítani, majd 1950-ben Hamburgban kapott tanári állást, itt tanított 1966-os nyugdíjba vonulásáig.